# پورکینه ۳۷۰۱
سیارک ۳۷۰۱ (به انگلیسی: 3701 Purkyne، نامگذاری:1985DW) سه هزار و هفتصد و یکمین سیارک کشف شده‌است که در ۲۰ فوریه ۱۹۸۵ کشف شد.
قدر مطلق سیارک برابر ۱۲٫۳۰ است.